# Radouň (Štětí)

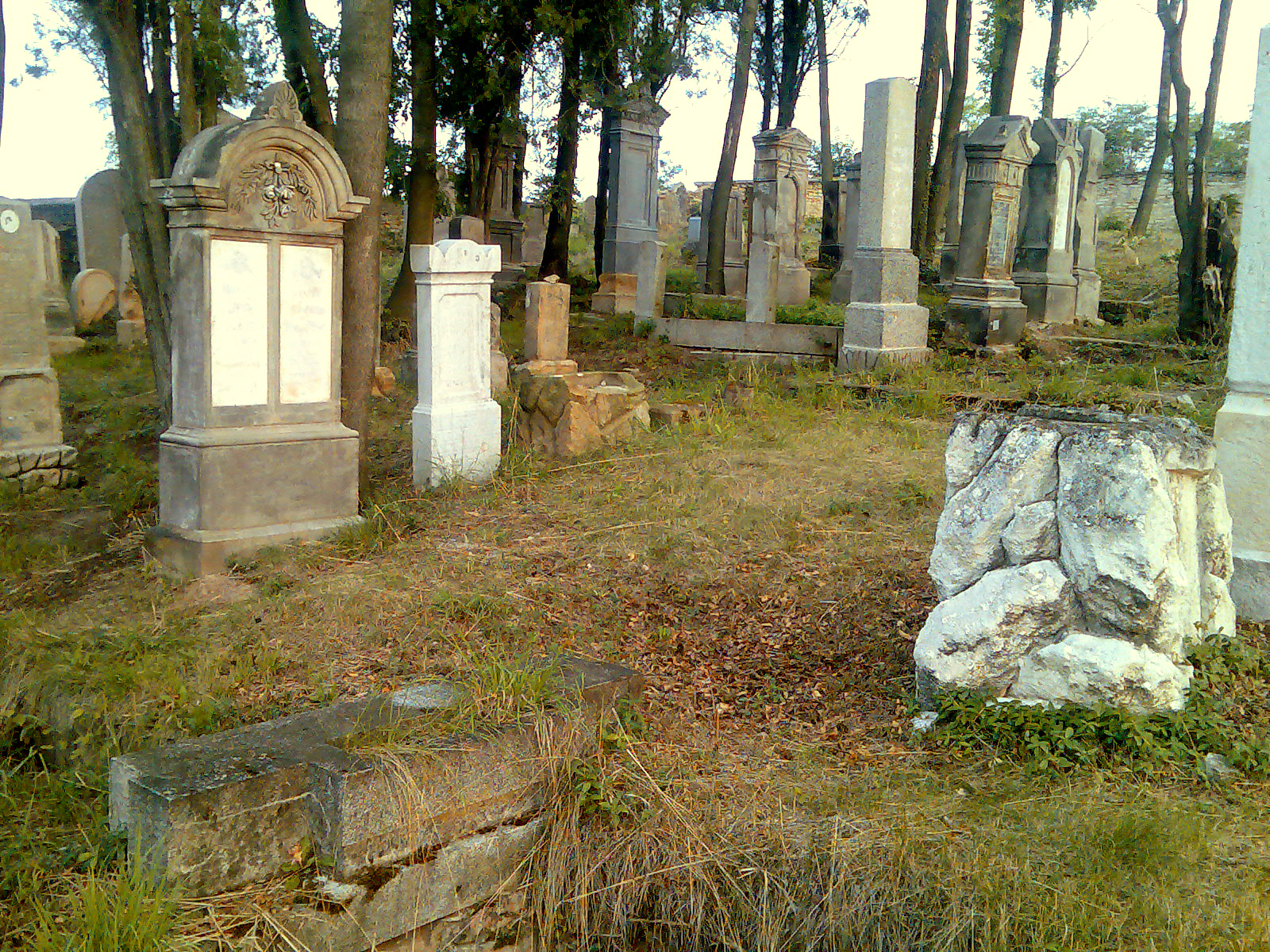
Jüdischer Friedhof in Radaun (2008)

Radouň (deutsch Radaun) ist ein Ortsteil von Štětí in Tschechien. Der Ort liegt 4 Kilometer nordöstlich von Štětí im Tal der Obrtka und gehört zum Okres Litoměřice.

## Geschichte
Die erste schriftliche Erwähnung von Radujen erfolgte im Jahre 1057 in der Gründungsurkunde des Leitmeritzer Kapitels. Das Dorf wurde im 16. Jahrhundert geteilt. Besitzer des größten Anteils mit dem Meierhof waren die Kaplirz de Sulewicz auf Zebus und Brotzen. Die beiden kleineren Anteile gehörten den Beřkovský ze Šebířova auf Liboch beziehungsweise den Vlk von Kvítkov auf Schnedowitz. Kaplirz Osterský de Sulewicz ließ um 1600 nördlich des Dorfes zwischen zwei Armen der Obrtka eine Wasserfeste errichten. Die Dreiteilung des Dorfes zwischen unterschiedlichen Herrschaften bestand bis 1711. Nachdem die Feste im 18. Jahrhundert ihre Funktion als Herrensitz verloren hatte, verfiel sie und erlosch. Im Jahre 1802 schlug Jakub Veith die gesamten Radauner Güter seiner Herrschaft Liboch zu. In Radaun bestand eine starke jüdische Gemeinde, ihr gehörten im 19. Jahrhundert 117 Einwohner an.
Ab 1850 gehörte Radaun zum Bezirk Dauba. Die Dorfschule wurde 1876 erbaut. Im Jahre 1880 hatte Radaun 900 Einwohner. Nach dem Münchner Abkommen wurde das überwiegend von Deutschen besiedelte Dorf 1938 dem Deutschen Reich zugeschlagen und war bis 1945 Teil des Landkreises Dauba. 1950 wurde die Gemeinde dem Okres Roudnice nad Labem zugeordnet und seit 1961 gehört sie zum Okres Litoměřice. 1980 erfolgte die Eingemeindung nach Štětí. 1991 wurden in Radouň 171 Einwohner gezählt. Beim Zensus von 2001 lebten in den 69 Häusern des Dorfes 197 Personen.

## Sehenswürdigkeiten
- Bekanntestes Bauwerk ist die 1767 errichtete barocke St. Florian-Kapelle.
- Jüdischer Friedhof, nördlich des Dorfes
- Gezimmerte Chaluppen Lausitzer Typs, die ältesten wurden 1779 und 1808 erbaut.
- Naturdenkmal Radouň an der Obrtka